# Hygracris
Hygracris is een geslacht van rechtvleugeligen uit de familie veldsprinkhanen (Acrididae). De wetenschappelijke naam van dit geslacht is voor het eerst geldig gepubliceerd in 1921 door Uvarov.

## Soorten
Het geslacht Hygracris omvat de volgende soorten:
- Hygracris malabaricus Willemse, 1962
- Hygracris palustris Uvarov, 1921